# 少花杜英
少花杜英（学名：Elaeocarpus bachmaensis），为杜英科杜英属下的一个植物种。